# 래리 스토치

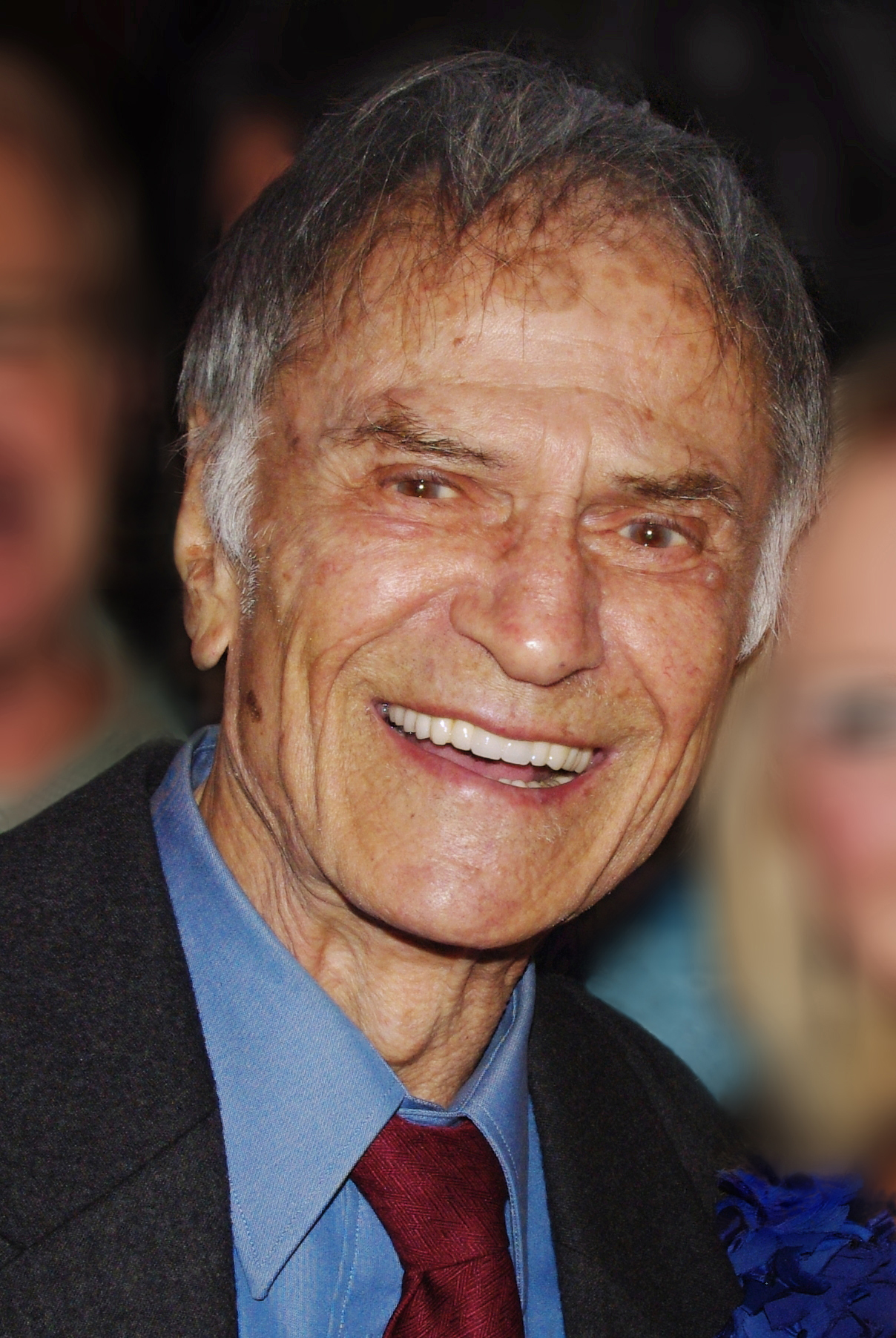

래리 스토치(영어: Larry Storch, 1923년 1월 8일~2022년 7월 8일)는 미국의 성우, 텔레비전 배우, 영화배우, 연극 배우이다.
뉴욕에서 태어났다.

## 출연 작품

### 영화
- 《아리스토캣》(2005년)
- 《햄들의 침묵》(1994년)
- 《이젠 키스 안 사요》(1992년)
- 《공룡아 불을 뿜어라》(1982년)
- 《할리우드의 건달들》(1981년)
- 《허클베리 핀의 모험》(1981년) - 다우핀 역
- 《붉은 거미》(1980년)
- 《의문의 호출》(1979년)
- 《꿈꾸는 낙원》(1978년)
- 《사랑의 유람선》(1977년)
- 《기동순찰대》(1977년)
- 《오즈의 마법사 2》(1974년)
- 《에어포트 75》(1974년)
- 《119 구조대》(1972년)
- 《댓 퍼니 필링》(1965년)
- 《그레이트 레이스》(1965년) - 텍사스 잭 역
- 《언더독 - 시리즈》(1964년)
- 《사랑 그리고 독신녀》(1964년)
- 《캡틴 뉴먼, M.D.》(1963년)
- 《후 워스 댓 레이디》(1960년)
- 《빌코 상사》(1955년)
- 《도둑이었던 왕자》(1951년)